# Murtaja Qureiris
Murtaja Qureiris (àrab: مرتجى قريريص, Murtajà Qurayriṣ) és un jove d'Aràbia Saudita, membre de la minoria xiita. Va ser arrestat el setembre 2014, quan tenia 13 anys. Qureiris va ser acusat de formar part d'un grup terrorista i de participar en una manifestació en contra del règim saudita. Segons The Guardian, va restar aïllat durant un mes en la seva detenció. Les autoritats saudites no han esmentat detalls sobre el seu cas. No obstant, la fiscalia d'aquell país ha suggerit la pena de mort per tothom que hagués participat en la manifestació antigovernamental, la qual cosa inclou a joves com Murtaja Qureiris. Amnistia Internacional, preocupada pel cas Qureiris, va demanar a l'Aràbia Saudita que li perdonés la pena de mort i la d'altres adolescents que havien estat arrestats pel mateix fet.

## Rerefons
Segons Amnistia Internacional, l'Aràbia Saudita es troba entre els cinc primers països del món que han utilitzat l'execució contra els seus ciutadans. Com a mínim 149 ciutadans han estat executats a Riyadh i a la Regió d'Al-Qàssim el darrer any. Aquestes execucions es van dur a terme gairebé en la totalitat a la província oriental d'Aràbia Saudita, on hi viu la minoria xiïta.
A causa de l'elevat nombre d'execucions a Aràbia Saudita durant el 2017, el govern va obligar a respondre a l'Alt Comissionat de les Nacions Unides per als Drets Humans. El govern saudita els va dir que "la pena de mort i l'execució només es faran servir per als delictes més greus". l'Monarquia Al-Saud, el govern, i el poder judicial han influït en el grup de Wahhabisme amb la qual ha conviscut. Les execucions saudites han estat condemnades per les Nacions Unides i grups de drets humans. Aquests grups van fer notar al príncep de la corona Mohammed bin Salman que el seu govern hauria d'acceptar les conseqüències d'aquestes execucions.
L'Organització saudita europea per als drets humans va dir que Murtaja és membre de la minoria xiïta. A més, va exposar a l'agència de notícies CNN, que si es portava a terme l'execució de Qureiris seria el quart cas d'execució juvenil que es produiria per un delicte que va tenir lloc durant la infància. Dos d'aquests quatre casos van ser arrestats per formar part d'una protesta antigovernamental contra el govern saudita. El mateix govern va executar a prop de 37 presoners, la majoria d'ells xiïtes, i aquests dos casos es trobaven entre les víctimes. A més, almenys tres joves més joves, com Murtaja Qureiris, s'han enfrontat a l'execució. Aquests noms són els següents nois: Ali al-Nimr, Dawood al-Marhoon i Abdulla al-Zaher.
Amnistia Internacional i els informes de la CNN han demostrat que, "les autoritats saudites usen l'execució com a instrument de por contra els ciutadans saudites. Fins ara, el govern saudita ha utilitzat, des de la pena de mort, alguns dels joves presoners que van ser arrestats durant la seva infància." Amnistia Internacional ha seguit el cas Qureiris durant els darrers cinc anys. En el seu informe exposava que des del seu inici Qureiris, va ser empresonat en un cèl·lula d'aïllament i també va ser torturat durant un mes.
En els darrers anys, el govern saudita ha executat a molts dels seus oponents i presoners. Per exemple, va executar almenys 110 persones des de principis del 2019, que va ser l'execució més gran a Aràbia Saudita des de gener de 2016. Durant aquestes execucions, Aràbia Saudita va decapitar 47 homes per activitats terroristes. Un d'ells era Nimr al-Nimr, que era un opositor del règim saudita. Segons l'Informe mundial de Human Rights Watch del 2019, l'Aràbia Saudita va executar 139 persones durant el 2018, i la majoria d'elles van ser acusades d'assassinat o de delictes relacionats amb drogues, i cinquanta-quatre van ser condemnades per un altre delicte.

## Arrest
Murtaja Qureiris, que ara té 18 anys, és un ciutadà d'Aràbia Saudita de la minoria Xiita. Va ser arrestat als 13 anys per un delicte que havia fet quan tenia 10 anys, durant l'episodi que es coneix com a Primavera Àrab. Ha acusat per participar en protestes contra el govern Saudí durant el 2011, i també va llançar Còctels Molotov en una comissaria després que el seu germà fos assassinat per les forces saudites en una protesta durant el 2011. L'agència de notícies CNN va publicar un vídeo de Murtaja que mostrava que dirigia un grup de nens en una protesta en bicicleta el 2011. Segons l'informe de la CNN, Qureiris ha negat els seus càrrecs i ha declarat que ha estat obligat a acceptar aquests càrrecs perquè estava sota tortura. Quan va ser arrestat pel govern saudita, es va registrar com el pres polític més jove a Aràbia Saudita. Amnistia Internacional va dir: "Al maig de 2016, Murtaja va ser traslladat a la presó d'Al-Mabaheth a al-Dammam. Es tracta d'una presó per adults i quan Murtaja se'l va enviar encara en tenia 16"
Murtaja va néixer en el si d'una família d'activistes polítics a la província de Qatif, que té la població xiïta més gran. Ali Qureiris va ser el seu germà gran que va ser assassinat durant una protesta el 2011. La Policia de fronteres saudita va arrestar Murtaja mentre viatjava amb la seva família a Bahrain el 2014. Amnistia ha expressat que després de la detenció de Murtaja, se'l va traslladar a una presó juvenil a la ciutat oriental de Dammam, sense tenir accés a un advocat fins a la seva primera sessió del judici que va tenir lloc l'agost del 2018. La seva primera sessió judicial es va celebrar a la Cort Penal Especialitzada del país que va començar a funcionar el 2008 i només ha estat utilitzada per jutjar casos polítics. La majoria de la minoria xiïta, ha viscut a l'est d'Aràbia Saudita. Sempre han protestat per demanar igualtat de drets i més diners pels beneficis del comerç petrolier. A més, han acusat el govern saudita d'oferir pocs recursos i inversions per la ciutadania a la seva regió.
Segons la llei internacional, està prohibit utilitzar la pena de mort contra tots els humans menors de 18 anys. Lynn Maalouf, director d'Amnistia Internacional d'Orient Mitjà, va declarar: "Les execucions del govern saudita han servit per reprimir als seus opositors. El govern saudita també ha utilitzat aquesta opció contra la minoria xiïta i els seus nens" La cerimònia d'execució a Aràbia Saudita inclou principalment la decapitació del criminal. Els grups de drets humans han intentat aturar el cas, però encara no han pogut aconseguir. La decapitació o execució de Qureiris seria una exageració i un delicte contra la humanitat perquè se'l va acusar per alguns delictes mentre era un nen i sense disposar de les garanties processals indispensables.
L'Organització Saudita Europea per als Drets Humans, que ha seguit el cas de Murtaja durant anys, va dir que l'oficina del fiscal saudita va acusar Murtaja de participar en les protestes contra el govern saudita i va considerar la seva pena de mort.

## Reaccions
L'ambaixada saudita a Washington DC encara no ha comentat sobre el cas de Murtaja Qureiris.
Lynn Maalouf, directora d'Amnistia Internacional a Orient Mitjà, ha dit: "Els grups internacionals de drets humans tenen un paper significatiu en aquest cas. Han de mantenir-se fermament en contra de la pena d'execució que el govern saudita ha utilitzat contra els presos i els ciutadans"
Maya Foa, directora de Reprieve, un dels grups de drets humans, ha dit: "L'execució dels nens està prohibida a través de moltes lleis internacionals, però el govern saudita està tractant de demostrar la seva impunitat al món per decapitar presoners i persones".
La corresponsal al Pròxim Orient, Txell Feixas, exposa el cas el 14 de juny del 2019 a Catalunya Ràdio i n'explica els detalls per l'audiència catalana. Mostra la seva poca esperança d'un resultat positiu, donats els precedents existents com l'assassinat de Jamal Khashoggi.